# Égarements
Pour plus de détails, voir Fiche technique et Distribution.
Égarements (The Astonished Heart) est un film britannique de Terence Fisher et Antony Darnborough, sorti en 1950.

## Synopsis
Un psychiatre est déchiré entre son amour pour sa femme et son désir passionné pour une autre.

## Fiche technique
- Titre original : The Astonished Heart
- Titre français : Égarements
- Réalisation : Terence Fisher et Antony Darnborough
- Scénario : Noel Coward d'après sa pièce
- Assistant réalisateur : Jim O'Connolly (non crédité)
- Direction artistique : George Provis
- Décors : Maurice Carter
- Costumes : Yvonne Caffin
  - robes de Margaret Leighton : Edward Molyneux
  - robes de Celia Johnson : Digby Morton (en)
- Photographie : Jack Asher
- Musique : Noël Coward, William Blezard
- Montage : Vladimir Sagovsky
- Production : Vivian Cox et Antony Darnborough
- Société de production : Gainsborough Pictures
- Société de distribution : General Film Distributors
- Pays d'origine :  Royaume-Uni
- Format : Noir et blanc  — 35 mm — 1,37:1 — son mono
- Genre : drame
- Durée : 85 minutes
- Date de sortie : 
  - États-Unis : 14 février 1950
  - Royaume-Uni : mars 1950

## Distribution
- Celia Johnson : Barbara Faber
- Noel Coward : Dr. Christian Faber
- Margaret Leighton : Leonora Vail
- Joyce Carey : Susan Birch
- Graham Payn : Tim Verney
- Amy Veness : Alice Smith
- Ralph Michael : Philip Lucas
- Michael Hordern : Ernest
- Patricia Glyn : Helen
- Alan Webb : Sir Reginald
- Bill Owen : Mr. Burton (non crédité)